# Herrie Gezocht
Herrie Gezocht (ook wel Herman den Blijker: Herrie Gezocht) is een televisieprogramma van RTL 4 waarin horecaondernemers, die daar normaal absoluut geen tijd voor hebben, een week op vakantie worden gestuurd. Topkok Herman den Blijker neemt, zoals hij dat zelf noemt, als "vakantiehulp" de zaak over. In de tussentijd voert Herman verschillende veranderingen door. Uiteraard ontbreekt ook Dhr. Rijmers niet; hij assisteert Herman in diverse afleveringen.

## Seizoen 1 (2009)
| Aflevering | Datum             | Restaurant                          | Plaats      | Op vakantie gestuurd                                           |
| ---------- | ----------------- | ----------------------------------- | ----------- | -------------------------------------------------------------- |
| 1 (1)      | 1 september 2009  | Restaurant "De Keizerskroon"        | Deventer    | Eigenaar Mario Lai en zijn vriendin Evelien Strik              |
| 2 (2)      | 8 september 2009  | Boerderij/Restaurant "Op de Brusse" | De Heurne   | Eigenaren Petra en Reinier                                     |
| 3 (3)      | 15 september 2009 | Stadscafé "eFFe"                    | Den Helder  | Eigenaren Frans en Christa Laan                                |
| 4 (4)      | 22 september 2009 | Restaurant "Puur Smaeck"            | Hilversum   | Eigenaren Kees en Jannemieke Verhoeff                          |
| 5 (5)      | 29 september 2009 | Restaurant "De Troubadour"          | Leiden      | Eigenaren Astrid en Martijn Venselaar                          |
| 6 (6)      | 6 oktober 2009    | Restaurant "Thuis"                  | Waddinxveen | Eigenaar/kok Mischa Verhoeven en eigenares Lenny van der Voort |

Gedurende het hele eerste seizoen werden alle restauranteigenaren naar het Maxima Park resort in Turkije gestuurd.

## Seizoen 2 (2011)
| Aflevering | Datum            | Kijkcijfers        | Restaurant                     | Plaats          | Op vakantie gestuurd                                   |
| ---------- | ---------------- | ------------------ | ------------------------------ | --------------- | ------------------------------------------------------ |
| 1 (7)      | 25 oktober 2011  | 903.000            | Restaurant "Felicità"          | Amsterdam       | Eigenaar/chef-kok Salvatore en zijn partner Jeane      |
| 2 (8)      | 1 november 2011  | minder dan 903.000 | Restaurant "Willem V"          | Rijswijk        | Eigenaren Maurice en Ilse, en hun dochtertje           |
| 3 (9)      | 8 november 2011  | minder dan 928.000 | Restaurant "De Kuuk"           | Bilthoven       | Eigenaren Petra en Rob, en hun dochtertje              |
| 4 (10)     | 15 november 2011 | minder dan 944.000 | Restaurant "Pazzo 30"          | Naarden-Vesting | Eigenaar Jan-Maurits en zijn vrouw                     |
| 5 (11)     | 22 november 2011 | minder dan 952.000 | Restaurant "Krab aan de haven" | Almere Haven    | Eigenaar John, zijn vrouw Marion, en hun dochter Julia |
| 6 (12)     | 29 november 2011 | 973.000            | Restaurant "Sea You"           | Velsen-Noord    | Eigenaar Rob en zijn vrouw Brigitte                    |

Salvatore en Jeane werden door Herman naar Sorrento in Italië gestuurd, waar Salvatore is geboren en getogen, en waar ook zijn dochter woont. John, Marion en Julia werden naar Amsterdam gestuurd. De rest ging naar Brussel.
Restaurant "De Kuuk" werd door Herman hernoemd naar "Ma Cuisine", en "Pazzo 30" naar "Il Vecchio".